# Guvernoratul 'Adan
 'Adan ( în arabă: عدن) este un guvernorat în Yemen. Reședința sa este orașul Aden. Cuprinde și arhipelagul Socotra.